# Pomachromis fuscidorsalis
Pomachromis fuscidorsalis es una especie de peces de la familia Pomacentridae en el orden de los Perciformes.

## Morfología
Los machos pueden llegar alcanzar los 6 cm de longitud total.

## Distribución geográfica
Se encuentran en las Islas de la Sociedad y Pitcairn.